# Іль де Сандр
Іль де Сандр, Острів Попелу (в'єт. Hòn Tro, фр. île des Cendres) — група підводних вулканів, що знаходяться на південь від острова Фукуй, в 130 км на південний схід від в'єтнамського міста Фантх'єт.
Включає два шлакових конуси, у результаті активної діяльності яких в 1923 році з'явилися тимчасові острівці. Також до групи входить два підводних куполи, вік яких не встановлений. Складаються з лужних базальтів, гіпербазитів, лерцолітів. Період утворення точно не встановлений, або в голоцені, або, за припущенням Ю. М. Маркова, вулкан утворився в пізньому плейстоцені 13 000 років тому внаслідок того, що в цей період відбувалася вулканічна діяльність у континентальному В'єтнамі.
Єдине зафіксоване виверження вулкана сталося в 1923 році в період з 2 березня по 13 травня. Тоді утворилися 2 острови: перший — 30 м у висоту і 450 м завширшки, другий — 30 см у висоту і 30 м завширшки. Також утворився третій конус, який був на глибині 20 м. Згодом острови були розмиті морем. Підводний вулканічний рельєф спрямований у бік прибережного В'єтнаму. За результатами досліджень російського судна Вулканолог, об'єм вивергнутого на поверхню матеріалу оцінюється в 40—60 млн м³.

## Ресурси Інтернету
- Острів Попелу. Global Volcanism Program. Смітсонівський інститут. (англ.)
- Volcano Live — John Search (англ.). Архів оригіналу за 10 червня 2013. Процитовано 7 червня 2013.
- Фото НАСА у різних спектрах району Острів Попелу [Архівовано 24 вересня 2015 у Wayback Machine.]